# Alejandro Almada
Alejandro Almada (Paraná, Provincia de Entre Ríos, Argentina, 5 de enero de 1990) es un futbolista argentino. Juega como mediocampista por izquierda y su primer equipo fue Patronato de Paraná. Actualmente milita en Club Deportivo y Cultural Hernández del Torneo UDL.

## Palmarés
| Club                                | País      | Año       |
| ----------------------------------- | --------- | --------- |
| Sportivo Las Heras                  | Argentina | 2011-2012 |
| Patronato de Paraná                 | Argentina | 2012-2016 |
| San Jorge de Tucumán                | Argentina | 2017-2018 |
| Atlético Paraná                     | Argentina | 2020-?    |
| Club Deportivo y Cultural Hernández | Argentina | 2022-act. |

| Título                     | Club                | País      | Año  |
| -------------------------- | ------------------- | --------- | ---- |
| Ascenso a Primera División | Patronato de Paraná | Argentina | 2015 |